# Minúsculo 482
Minúsculo 482 (numeração de Gregory-Aland), ε 1017 (von Soden), é um manuscrito minúsculo grego do Novo Testamento, datado do ano 1285 d.C..
Actualmente acha-se no British Library (Burney 20) em Londres.

## Descoberta
Contém 317 fólios dos quatro Evangelhos (19 x 15,2 cm), e foi escrito em uma coluna por página, em 22-23 linhas por página.
Ele contém κεφαλαια ("capítulos"), τιτλοι ("títulos"), as seções amonianas, os cânones de Eusébio, o sinaxário e o Menologion.

## Texto
O texto grego desse códice é um representante do Texto-tipo Bizantino. Aland colocou-o na Categoria V.
Pertence à família Πa (em Lucas 10 e Lucas 20) e família Kx (Lucas 1).
Mateus 7,18 – σαπρον ] πονηρον
Mateus 8,22 – αφες τους νεκρους ] αφες τοις νεκροις
Mateus 10,30 – της κεφαλης πασαι ηριθμημεναι ] πασαι της κεφαλης απηριθμημεναι
Mateus 15,23 – αυτη ] αυτης
Mateus 17,25 – αυτον ] αυτους
Mateus 22,6 – υβρισαν ] εδειραν
Mateus 25,17 – δυο ] δυο ταλαντα
Mateus 26,7 – κατεχεεν ] κατεεχεν αυτο
Mateus 26,10 – ειργασατο ] εποιησεν
Mateus 26,22 – λυπουμενοι ] λυπουμενος
Mateus 27,7 – τον ] omitir
Marcos 1,16 – βαλλοντας ] βαλλοντος
Marcos 5,35 – ερχονται ] ερχεται
Marcos 5,35 – λεγοντες ] λεγοντος
Marcos 5,38 – κλαιοντας και αλαλαζοντας ] κλαιοντα και αλαλαζοντα
Marcos 7,18 – ουτως ] οντος
Marcos 8,7 – ειπεν ] ειχεν
Marcos 10,29 – ευαγγελιου ] ευαγγελιου μου
Marcos 13,27 – αγγελους μου ] αγγελους μου μετα σαλπιγγος φωνης μεγαλης